# ملعب بودونغ لكرة القدم
ملعب بودونغ لكرة القدم هو ملعب كُرة قدم يقعُ في شنغهاي في الصين، وهو قيد الإنشاء حاليًا. عند اكتماله، سيكون موطن نادي شنغهاي الصيني.
بدأ البناء في 28 أبريل 2018. ويهدف التصميم الخارجي المعدني الأبيض للملعب إلى التذكير بوعاء من الخزف الصيني. 
في 4 يونيو 2019، أُعلن عن الصين بصفتها الدولة المُضيفة لكأس آسيا 2023. وأُفيد بعد ذلك أن المُباراة النهائية ونصف النهائية ستُقام في الملعَب.